# Георгий Доброволски
Георгий Тимофеевич Доброволски е съветски космонавт, роден в Одеса.
Лети на полет Союз 11 и има нещастието да е сред първия съветски екипаж, който загива по време на космически полет.
След приземяването, капсулата е отворена и целият екипаж е намерен мъртъв. По-късно е открито, че една от клапите се е отворила малко преди напускането на орбита и през отвора въздухът от спускаемия апарат е изтекъл в космоса, а екипажът се е задушил.
Кремираните останки на Доброволски са поставени в некропола в кремълската стена на Червения площад в Москва.